# Areopagitica

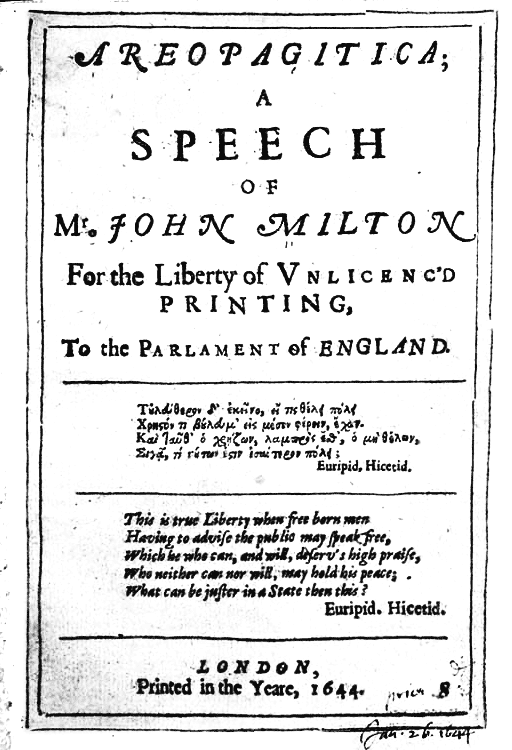
Areopagitica in een uitgave van 1644

Areopagitica: A Speech of Mr. John Milton for the Liberty of Unlicens'd Printing. To the Parlament of England is een toespraak die de Engelse schrijver John Milton voor het Engelse Parlement hield op 24 november 1644 waarin hij - midden in de Burgeroorlog - de persvrijheid verdedigde.
Areopagitica is het meest spraakmakende prozawerk van Milton, wat alles te maken heeft met de omstandigheden waarin het ontstond. Op 14 juni 1643 keurde het Engelse parlement een wet goed die de Licensing Order werd genoemd en die oplegde dat alle boeken vóór publicatie door een officiële censor moesten worden goedgekeurd. Op 23 november 1644 schreef Milton Areopagitica, een pleidooi om die wet te schrappen. Miltons centrale argument was de negatieve invloed van preventieve censuur op de verspreiding van de waarheid. Zijn argumenten waren niet succesvol: de officiële censuur van boeken in Engeland duurde tot in de negentiende eeuw.